# ActivityPub
ActivityPub es un protocolo de red abierto de red social descentralizada basada en el protocolo ActivityPump de Pump.io. Proporciona una API cliente-servidor para crear, actualizar y eliminar contenidos, así como una API federada de servidor a servidor para enviar notificaciones y contenidos.

## Estado del proyecto

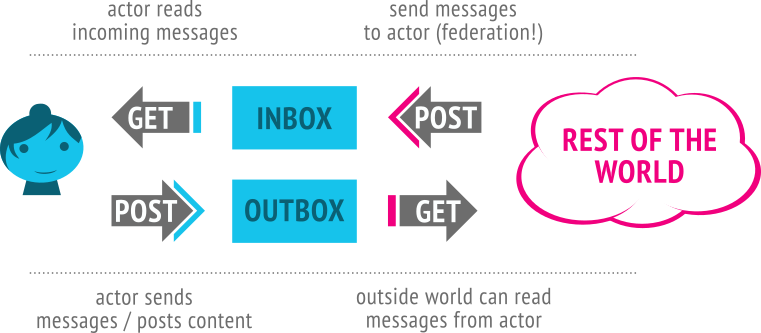
Funcionamiento de ActivityPub.

ActivityPub es un estándar para Internet del Grupo de Redes Web Sociales del Consorcio World Wide Web (W3C). El coautor del estándar es Evan Prodromou, creador de StatusNet (ahora conocido como GNU Social). En una primera fase, el nombre del protocolo era "ActivityPump", pero se consideró que ActivityPub indicaba mejor el propósito de publicación cruzada del protocolo. Es el estándar más ampliamente apoyado (por cierto margen) en el Fediverso.[cita requerida]
En enero de 2018, el World Wide Web Consortium (W3C) publicó el estándar ActivityPub como una Recomendación. La autora principal, Christine Lemmer-Webber, señala que el equipo que creó ActivityPub no contó con la participación de ninguna empresa.
El Grupo de la Comunidad Social del W3C organiza anualmente una conferencia gratuita llamada ActivityPub Conf sobre el futuro de ActivityPub.
El antiguo gestor de la comunidad Diaspora, Sean Tilley, escribió un artículo que sugiere que los protocolos ActivityPub podrían llegar a proporcionar una forma de federar plataformas de Internet.

## Implementaciones destacadas

### Protocolo federado (de servidor a servidor)
- EU Voice, la plataforma oficial de ActivityPub de la Unión Europea.[8][9]
- Friendica, software de redes sociales; implementó ActivityPub en la versión 2019.01.[10]
- Mastodon, software de redes sociales; implementó ActivityPub en la versión 1.6 y se lanzó en septiembre de 2017. Se pretende que ActivityPub ofrezca más seguridad para los mensajes privados que el anterior protocolo OStatus.[11]
- Micro.blog, una red social de microblogueo, añadió soporte para ActivityPub en 2018[12] y se habilitó por defecto para los nuevos usuarios en octubre de 2022.[13]
- Nextcloud, un servicio federado de alojamiento de archivos.[14][15]
- PeerTube, un servicio federado de streaming de vídeo.[11]
- Pixelfed, un servicio federado de intercambio de imágenes parecido a Instagram.[16]
- Pleroma, un servidor fediverso ligero que implementa ActivityPub desde su primera versión.[17]
- Akkoma, servidor ligero de microblogueo basado en Pleroma.[18]
- Lemmy, software para ejecutar agregadores de noticias y foros de debate al estilo de Reddit. Cualquier instancia puede utilizar ActivityPub para interactuar con otros foros y formar una red social federada.[19]
- Wordpress a través de un plug-in para publicar blogs de usuarios.[20]
- WriteFreely, una plataforma de blogs de código abierto y alojada.[21]
- Bookwyrm, una plataforma de seguimiento de lecturas.[22]
- Threads, una aplicación de Instagram.[23]

### Implementaciones previstas o anunciadas
- En noviembre de 2022, Tumblr anunció que añadiría soporte.[24]